# فرانك فيلا
فرانك فيلا (بالإنجليزية: Frank Villa)‏ هو قاضي أمريكي، ولد في 29 يناير 1873 في أوريغون في الولايات المتحدة، وتوفي في 12 نوفمبر 1933 في ووترتاون في الولايات المتحدة.